# VelociCoaster
VelociCoaster est un parcours de montagnes russes lancées situé à Universal's Islands of Adventure à Orlando, en Floride. Fabriqué par Intamin et ayant pour thème la franchise cinématographique Jurassic World, l'attraction a officiellement ouvert le 10 juin 2021. Elle est située dans la zone Jurassic Park d'Islands of Adventure, occupant le site de l'ancienne attraction Triceratops Encounter. VelociCoaster comprend deux lancements à grande vitesse alimentés par des moteurs synchrones linéaires, un top hat de 47 m, quatre inversions et une vitesse maximale de 113 km/h,.

## Histoire

### Construction
Universal Orlando a engagé Intamin pour construire un nouveau manège afin de remplacer l'attraction inactive Triceratops Encounter, qui a été fermée pendant près de dix ans. L'initiative, baptisée "Projet 791" dans les permis déposés par le parc, serait la troisième collaboration entre les deux parties après Harry Potter and the Escape from Gringotts (2014) et Hagrid's Magical Creatures Motorbike Adventure (2019). Les permis déposés en 2018 prévoyaient la démolition et le nettoyage du site de Triceratops Encounter, signalant au public qu'une nouvelle attraction pourrait voir le jour. Des murs de construction ont été érigés en janvier 2019, et des documents de projet ont été divulgués en ligne peu de temps après, montrant une disposition aérienne d'un projet de montagnes russes.
La construction a battu son plein au printemps 2019, avec le retrait de Triceratops Encounter et le défrichage de terrains inutilisés dans et autour du bâtiment existant du Discovery Center du parc. Un pont reliant les zones du Continent perdu et de Jurassic Park a également été rasé. En juin 2019, les premiers morceaux de rails pour la montagne russe non annoncé ont été livrés et stockés hors site. En juillet 2019, Universal Parks & Resorts a déposé une marque auprès du United States Patent and Trademark Office pour le nom VelociCoaster, que les fans ont rapidement déduit comme étant le nom du nouveau coaster non annoncé.
Au début de 2020, après des mois de travaux de bétonnage et de préparation, le projet est passé à la verticale, la vaste collection de rails et de supports déjà stockés ayant été livrée sur le chantier et installée. La construction s'est temporairement interrompue pendant le verrouillage initial de COVID-19, puis a repris à un rythme rapide. Une grande partie de la construction était terminée au moment où Universal Orlando Resort a été autorisé à rouvrir en juin 2020, attirant l'attention sans réserve des clients du parc et des médias locaux. Le top hat de 47 mètres, le point le plus haut de l'attraction, a été coiffé et achevé le mois suivant, début juillet.

## Annonces et préparations

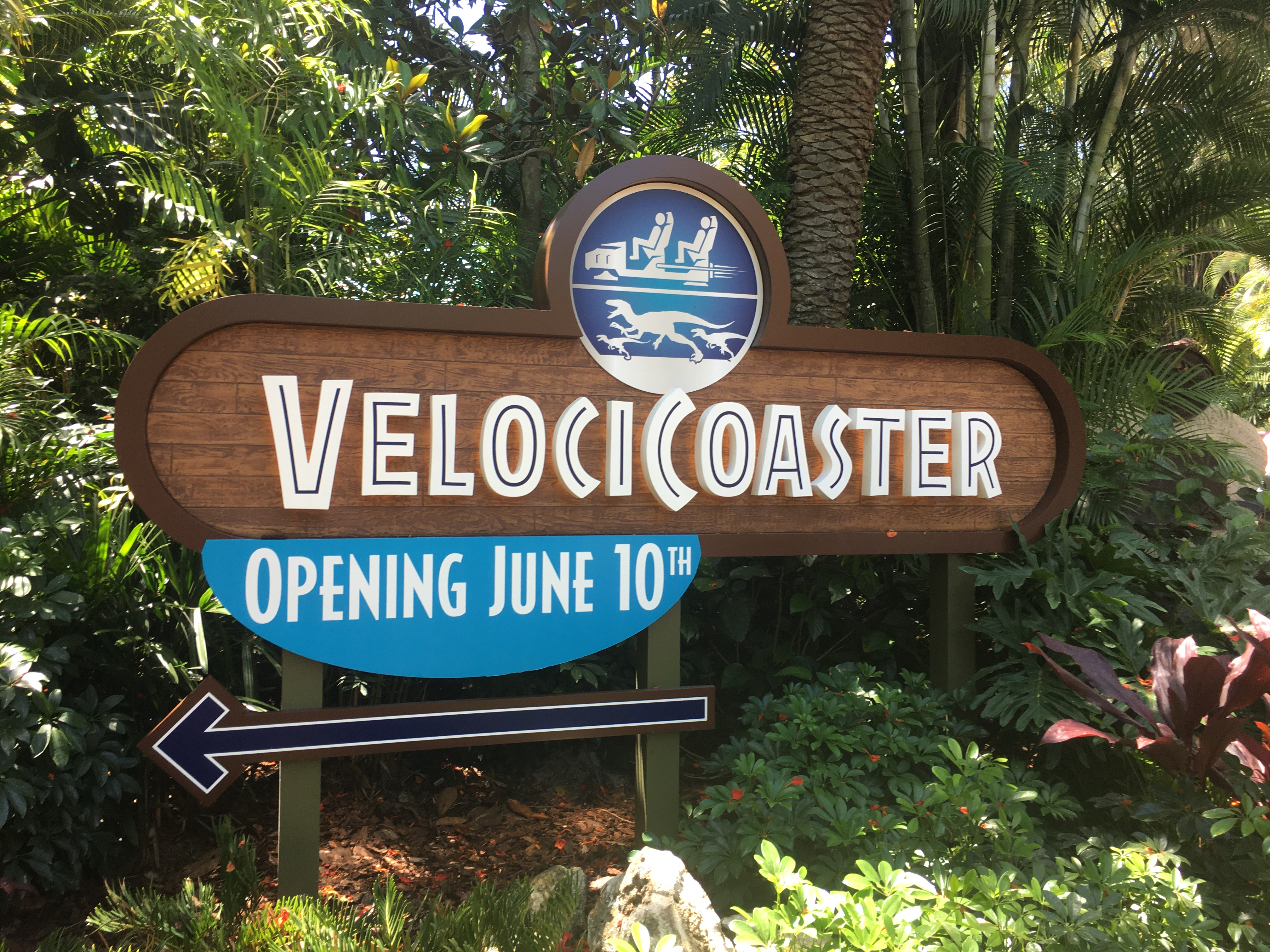
Panneau indiquant VelociCoaster avec sa date d'ouverture

Au milieu d'une grande quantité d'attention et de couverture médiatique, Universal est resté silencieux sur la nouvelle attraction, ce qui devenait de plus en plus évident à mesure que la construction se poursuivait. Le 28 septembre 2020, Universal a officiellement annoncé la nouvelle attraction sous le nom de Jurassic World VelociCoaster, le décrivant comme une "nouvelle espèce de montagnes russes" et la plus haute et la plus rapide de Floride. Il a été confirmé que l'attraction comporterait douze airtimes, un zero-g stall de 30 mètres et un barrel roll au-dessus de la lagune pour son final.
En décembre 2020, des plans des trains ont été publiés et les premiers tests étaient en cours. En janvier 2021, VelociCoaster a accueilli ses premiers passagers. De plus amples détails sur les spécifications de la nouvelle montagne russe ont été publiés peu de temps après, notamment sa chute de 43 m à un angle de 80 degrés et l'utilisation d'un lap bar au lieu d'un dispositif de retenue au-dessus des épaules.
Le premier lancement accélère les invités de 0 à 80 km/h en 2 secondes et le second ajoute une accélération de 64 à 113 km/h en 2,4 secondes.
Les palissades de chantier autour de la zone de construction ont été démolis fin février 2021, offrant aux visiteurs du parc une meilleure vue sur les montagnes russes. En avril 2021, la date d'ouverture officielle de VelociCoaster a été révélée comme étant le 10 juin 2021. Un "soft opening" pour la presse et les fans a été organisé le 7 mai 2021. Une vidéo officielle du point de vue passager a été diffusée au public le 28 mai. L'attraction a ouvert le 10 juin 2021, avec des files d'attente de plus de quatre heures[réf. nécessaire].

## Expérience

### Queue
La file d'attente commence à l'extérieur de l'étage inférieur du Discovery Center. Deux statues de rapaces sont exposées à l'entrée. La file est éclairée aux néons et on peut parfois voir le grand huit s'élancer à l'extérieur du bâtiment. Pour les files d'attente qui s'étendent à l'extérieur, il y a une zone d'attente prolongée qui offre des vues rapprochées de la piste de la montagne russe, ainsi que de l'ombre et des ventilateurs de refroidissement. À l'intérieur, les visiteurs aperçoivent d'autres statues de rapaces et se rendent dans une pièce dotée de six fenêtres donnant sur la piste du manège. Un effet spécial de projection vidéo est utilisé pour montrer un Vélociraptor poursuivant chaque train de montagnes russes lors de son passage. À l'intérieur de l'une des fenêtres, les visiteurs peuvent trouver un presse-papiers et un pistolet radar. Dans une autre se trouve une tasse avec des ondulations permanentes faisant référence au premier film Jurassic Park. Les visiteurs entrent ensuite dans une pièce où se trouve une présentation vidéo du Dr Henry Wu. Il y a quelques casiers contenant divers objets, comme des équipements de football, des jouets de rapaces et des livres. Les visiteurs entrent dans une salle d'examen où deux Vélociraptors animatroniques sont en cage et muselés.
La salle d'examen est suivie par la zone des casiers, où les visiteurs peuvent mettre en sécurité les articles en vrac. Ces casiers sont uniques en raison de leur conception à double sens : une porte s'ouvre d'un côté pour insérer les objets, puis s'ouvre de l'autre côté lorsque les visiteurs sortent du manège pour les récupérer. En outre, une salle familiale se trouve dans cette zone, où les visiteurs peuvent attendre pendant que d'autres font de la montagne russe. La salle familiale contient un écran de télévision qui diffuse la série Jurassic World Camp Cretaceous de Netflix. Avant d'atteindre les détecteurs de métaux, il y a des affiches publicitaires des attractions fictives de Jurassic World, telles que Gyrosphere Valley, T-Rex Kingdom et le spectacle Mosasaurus. Les affiches montrent également des attractions qui existent à Islands of Adventure, comme Jurassic Park : River Adventure. Après avoir passé les détecteurs de métaux, les visiteurs montent une volée d'escaliers qui les mène à une dernière salle de pré-spectacle où est projetée une vidéo avec les personnages Claire Dearing et Owen Grady. Dans la vidéo, Grady rejette l'idée de faire un tour sur VelociCoaster et tente de décourager les invités. La salle présente divers accessoires de Jurassic World, notamment des zappeurs, des pistolets à filet, une dérogation et un traceur de dinosaures. Les passagers atteignent ensuite la gare, où ils montent dans le wagon.

### Parcours

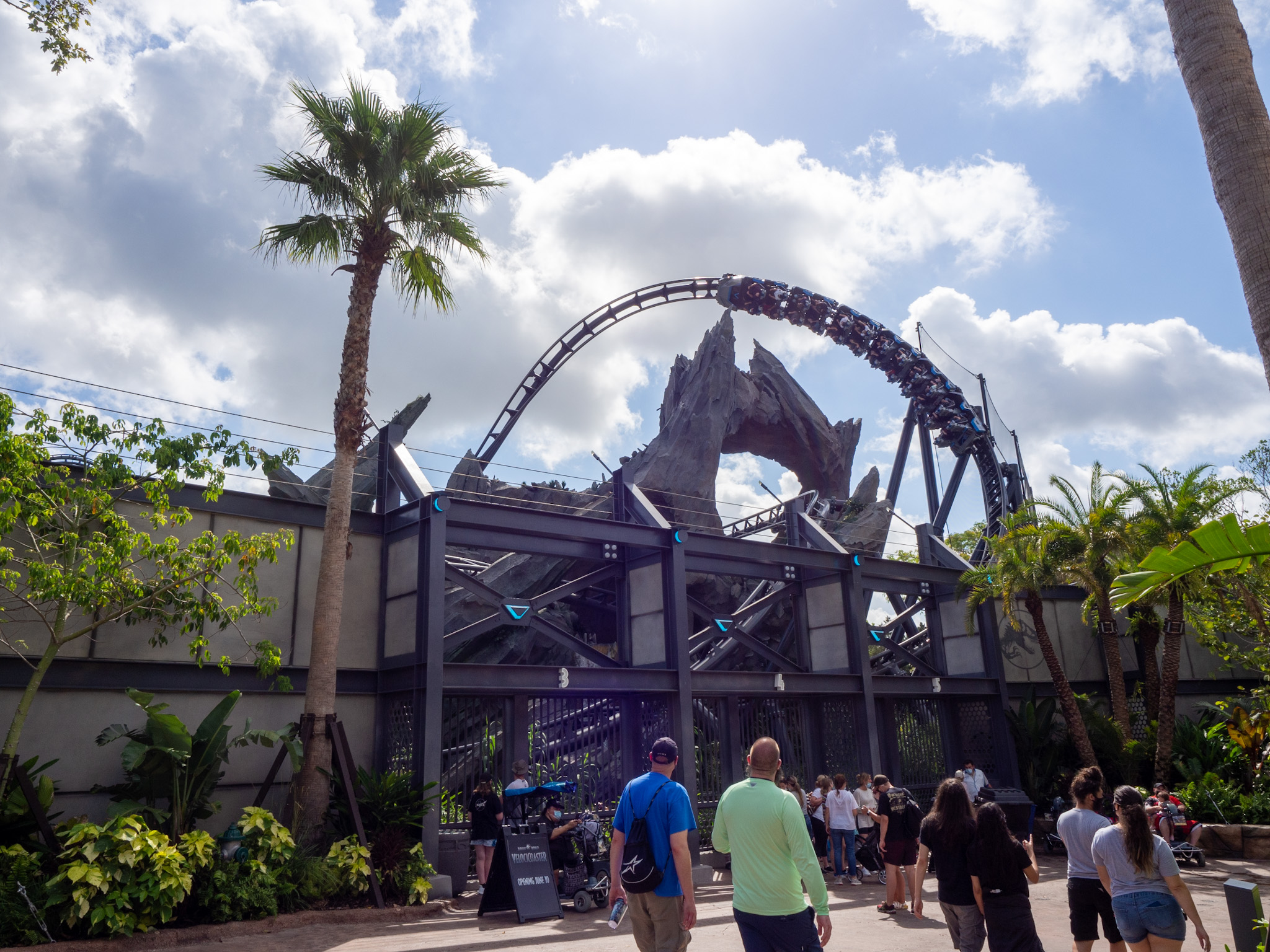
Vue sur le Jr. Immelmann

La zone de chargement se trouve à l'ouest de la file d'attente. Une fois sortis de la station, les passagers font un virage en S dans la séquence de pré-lancement, où Owen les met en garde une dernière fois et où l'on peut voir des Velociraptors de chaque côté de la piste.
Alors que les Velociraptors s'échappent, les coureurs sont lancés de 0 à 80 km/h en 2 secondes. Immédiatement après la piste de lancement, le train passe par un Immelmann Jr. à travers des rochers. Le train plonge vers le bas et remonte par un dive loop. Le train tourne vers la gauche en plongeant sous lui et revient vers la droite, où se trouve la caméra embarquée. Le train passe par un virage surbaissé et s'élève dans une colline d'airtime hors axe. Le train s'élève à travers les rochers via un virage, et termine un virage en S vers le bas, où le train passe devant Blue et Charlie, 2 des 4 Velociraptors vus sur le parcours. Le train emprunte un overbanked turn et effectue un virage en S prononcé, en passant devant Delta et Echo, et en traversant d'autres rochers. Après une lente montée en pente externe, le manège entame son deuxième lancement, propulsant les passagers de 64 km/h à 110 km/h en 2,4 secondes. Après le lancement, le manège grimpe jusqu'à son point le plus haut, un top hat de 47 mètres de haut. Le manège dégringole ensuite d'une chute de 43 mètres à un angle de 80 degrés, puis tourne à droite et revient à gauche pour effectuer un "zero-g stall" de 30 mètres de long. Le manège remonte ensuite dans un overbanked turn de 125 degrés, puis se dirige vers une colline d'airtime surbaissée. Le manège entre dans un overbanked turn de 113 degrés et passe sur une colline de vitesse. Ensuite, le manège entre dans son élément caractéristique, un heartline roll à 85 km/h. Il est suivi d'une colline d'airtime hors axe avant d'atteindre la course de freinage. Alors que le train retourne à la gare, Owen remercie les passagers avant d'être appelé pour une situation à la River Adventure.

## Récompenses
Lors des Golden Ticket Awards de 2021, organisé par Amusement Today, VelociCoaster reçut le prix des meilleures nouvelles montagnes russes de 2021.
| Année | 2021 |
| ----- | ---- |
| Rang  | 1er  |